# فرانسوا دوفور
فرانسوا دوفور (بالفرنسية: François Dufour)‏ هو فلاح ونقابي وسياسي فرنسي، ولد في 18 فبراير 1953 في المانش في فرنسا. في ، انتخب عضو مجلس جهوي عن دائرة Regional Council of Normandy ‏ (2017 – ) وفي ، انتخب عضو مجلس جهوي عن دائرة Regional Council of Basse-Normandie ‏ (2010 – 2015).